# عدو المجتمع (فلم)
عدو المجتمع فيلم مصري تم إنتاجه عام 1947، من تأليف يوسف جوهر إخراج إبراهيم عمارة و بطولة عباس فارس وعقيلة راتب.

## قصة الفيلم
بغدادي عامل مستقيم يكسب رزقه بالحلال، يعمل في مصنع للحدادة يملكه المعلم مبروك، يتم فصله من عمله بوشاية من رئيس العمال الذي يريد منه إتاواة. فيعيش حياة الحاجة والعوز مع زوجته وابنته مما يجعله يفكر في السرقة، إلا أنه في أول تجربة له مع السرقة يقوده الحدث إلى ارتكاب جريمة قتل حيث يقتل المرابية، يتم القبض على صديقه حمادة، ويسجن، تبدو علامات الثراء على بغدادى، لكنه يقدم نفسه للمحاكمة ليفدى زميله، فيدخل السجن ويفقد زوجته وابنته، إلا أنه لم يستسلم للسجن فهرب منه ليبحث عن زوجته وابنته اللتين لم يجد لهما أثرًا، فيوالى ارتكاب جرائمه، حيث يعمل في تزوير المال فيحقق ثراءً فاحشًا ويحيا حياة الأثرياء، يعجب بمغنية شابة يشعر نحوها بعاطفة الأبوة التي حرمه منها إجرامه وكانت تتعرض لضغوط من صاحب الصالة التي تعمل فيها وأصدقاءه، فيقرر أن يحميها ليكفر عن ذنوبه ويصبح همه هو سعادتها، بالفعل ينجح في تزويجها ممن أحبت وكان شابًا مستقيمًا سينجو بها من هذه الحياة الماجنة، ويدخل السجن بعد أن اطمأن على مصير ابنته، ويخجر من السجن ليجد أن ابنته قد أنجبت.

## فريق العمل
إخراج: إبراهيم عمارة
تأليف: يوسف جوهر
إنتاج: أفلام النور
طاقم العمل:
- عباس فارس
- عقيلة راتب
- محمود المليجي
- صلاح نظمي
- زينب صدقي
- مختار عثمان
- عبد العزيز خليل
- سعيد خليل
- رفيعة الشال
- عزيزة حلمي
- رياض القصبجي

## روابط خارجية
- عدو المجتمع على موقع IMDb (الإنجليزية)
- عدو المجتمع على موقع الدهليز
- عدو المجتمع على موقع قاعدة بيانات الأفلام العربية